# Александра Узнанська-Вішневська
Александра Кароліна Узнанська-Вішневська (пол. Aleksandra Karolina Uznańska-Wiśniewska; нар. 27 травня 1994, Лодзь) — польська політологиня, гуманітарна, громадська та політична діячка, депутатка Сейму X скликання (з 2023 року).

## Життєпис

### Освіта
Вона навчалася в IV загальноосвітній школі імені Емілії Счанецької в Лодзі; у 2011 році виїхала до Італії в рамках стипендії United World Colleges, де навчалася в UWC Adriatic і склала іспити на атестат зрілості. Закінчила навчання з політичних наук та філософії в Лондонській школі економіки. Здобула ступінь магістра з публічної політики в Blavatnik School of Government Оксфордського університету. Під час навчання в LSE була головою LSE SU Polish Business Society та організаторкою Polish Economic Forum.

### Гуманітарна діяльність
У грудні 2015 року вона зголосилася як волонтерка для роботи в таборі для біженців у Греції на острові Лесбос. Вона проводила польові дослідження в таборах для біженців у Дюнкерку та Кале щодо порушень прав людини. Потім у Туреччині та Йорданії працювала в ПРООН над стратегією гуманітарних заходів у зв'язку з громадянською війною в Сирії.
У 2019 році стала координаторкою проєкту для місії Польської гуманітарної акції в Ємені під керівництвом Паулі Ґєрак. Ця місія займалася наданням допомоги населенню під час спалаху епідемії холери в країні, охопленій громадянською війною. Пізніше вона очолила цю місію. Після спалаху пандемії COVID-19 у 2020 році вона продовжила гуманітарну роботу в Ємені в рамках місії з підтримки системи охорони здоров'я.
У 2022–2023 роках під час вторгнення Росії в Україну керувала в Україні місією міжнародної гуманітарної організації Intersos. Увійшла до складу ради заснованої її батьком фундації Happy Kids. В рамках діяльності фундації працювала над евакуацією українських дитячих будинків.

### Громадська діяльність
У 2019 році працювала в штабі Яніни Охойської під час передвиборчої кампанії до Європейського парламенту.
У 2023 році обійняла посаду уповноваженої президента Лодзі Ганни Здановської з питань громадянської активності. Того ж року стала амбасадоркою соціальної кампанії «Наважишся?», метою якої було заохочення молодих громадян до участі у виборах.
У серпні 2023 року її представили як безпартійну кандидатку на парламентських виборах того ж року від Коаліції Громадян у Лодзькому окрузі. Вона отримала мандат депутатки X каденції, стартуючи з п'ятого місця у списку та набравши 25 436 голосів (що було другим результатом серед кандидатів KO в окрузі). Вона обійняла посаду секретаря Сейму, увійшла до складу Комісії зв'язків з поляками за кордоном, Комісії закордонних справ та Комісії національної оборони. Вступила до Громадянської платформи. Також увійшла до складу ради Фонду «Допомога полякам на Сході» ім. Яна Ольшевського.

## Особисте життя

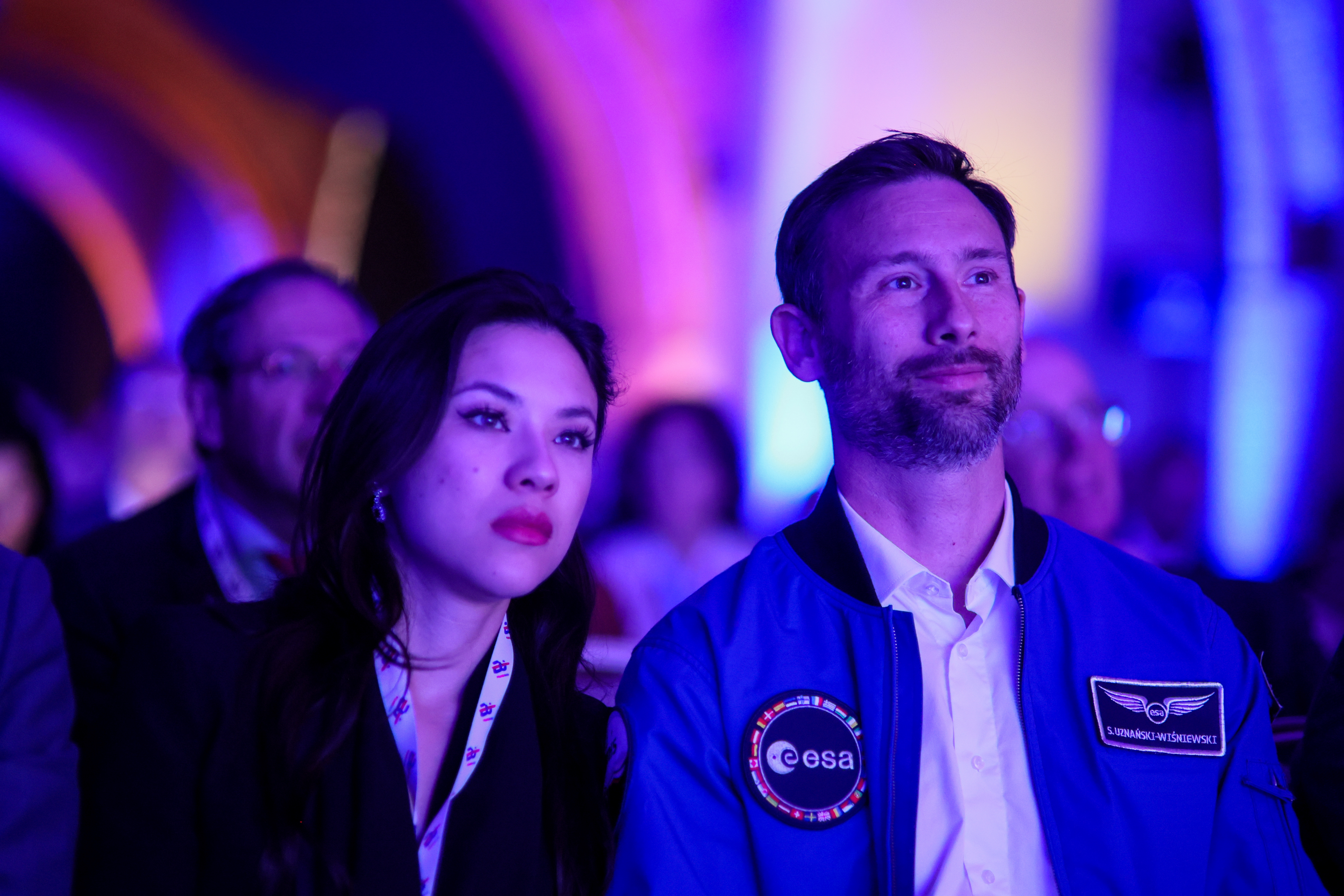
Александра Узнанська-Вішневська зі своїм чоловіком, Славошем.

Її мати Пенґджай Вішневська народилася в Бангкоку в родині тайської жінки та емігранта з Китаю. Її батько — підприємець Радослав Вішневський. Вона має польське та тайське громадянство; заявляє, що є полькою та тайкою.
У 2025 році вона одружилася з астронавтом Славошем Узнанським.

## Нагороди
- Лауреат рейтингу Forbes «25 under 25» в Польщі в категорії «соціальна діяльність»[27][28]
- Премія «Karski2020», присуджена Освітньою фундацією Яна Карського[29]
- Нагорода «Green Hero» від BNP Paribas Bank Polska, присуджена за діяльність на користь прав людини та клімату[30]
- Ювілейна медаль до 600-річчя міста Лодзь[31]